# ترنس مالیک
ترنس فردریک مالیک (به انگلیسی: Terrence Frederick Malick) (زاده ۳۰ نوامبر ۱۹۴۳) کارگردان آمریکایی و استاد فلسفهٔ دانشگاه ام‌آی‌تی است.

## زندگی‌نامه
ترنس مالیک متولد ۱۹۴۳ در اتاوا، ایلینوی ایالات متحده آمریکا است و رشته تحصیلی او سینما است. وی فیلم‌های طبیعت‌گرایی می‌سازد.
پدر ترنس مالک یک شرکت نفتی و آشوری‌تبار بود.
او پس از مدتی کشاورزی و کارگری در چاه‌های نفت تگزاس و اوکلاهاما، در رشته فلسفه در دانشگاه‌های هاروارد و آکسفورد مشغول به تحصیل شد. سپس چند مدتی فلسفه درس داد و روزنامه‌نگاری کرد و در انجمن فیلم آمریکا سینما خواند. در ۱۹۷۳ نخستین فیلم خود، برهوت را کارگردانی کرد. حکایت عشق زن و مرد جوانی که پشت هم جنایت‌هایی مرتکب می‌شوند. فیلم به خاطر جنس تصویربرداری او که به تابلوهای طبیعت بی جان شباهت دارد، معروف است. میان دومین و سومین فیلمش، روزهای بهشت، داستانی عاشقانه در سال‌های آخر قرن نوزدهم و خط باریک سرخ، ماجرای نبرد گودال کانال «جنگ‌های جهانی دوم» بیست سال فاصله افتاد. وی سپس سال‌ها کار در سینما را رها کرد و به تدریس در فرانسه پرداخت. فیلم بعدی‌اش درخت زندگی برنده جایزه نخل طلا از شصت و چهارمین فستیوال کن فرانسه شد. عده‌ای فیلم را تحسین‌برانگیز و عده‌ای با آن مخالف بودند.
مالیک برای فیلم خط باریک سرخ نامزد دریافت جایزه اسکار در دو رشتهٔ بهترین کارگردانی و بهترین فیلمنامهٔ اقتباسی شده‌است. مالیک در زمره کارگردانانی است که با وسواسی کم مانند فیلم می‌سازد به طوری که نزدیک به پنج دهه کارگردانی تنها ده فیلم بلند ساخته‌است. آثار او غالباً طبیعت محور است.

## فیلم‌ها
- لانتون میلز (۱۹۶۹، کوتاه)
- زمین‌های لم‌یزرع (۱۹۷۳)
- روزهای بهشت (۱۹۷۸)
- خط باریک سرخ (۱۹۹۸)
- بر جدید (۲۰۰۵)
- درخت زندگی (۲۰۱۱)[۱]
- به سوی شگفتی (۲۰۱۲)
- شوالیه جام‌ها (۲۰۱۵)
- سفر زمان (۲۰۱۶، مستند)
- ترانه به ترانه (۲۰۱۷)
- یک زندگی پنهان (۲۰۱۸)

## جوایز و نامزدها
| جایزه                        | سال  | فیلم         | بخش                         | نتیجه    |
| ---------------------------- | ---- | ------------ | --------------------------- | -------- |
| جایزه اسکار                  | ۱۹۹۸ | خط باریک سرخ | بهترین کارگردان             | نامزدشده |
| جایزه اسکار                  | ۱۹۹۸ | خط باریک سرخ | بهترین فیلم‌نامه اقتباسی     | نامزدشده |
| جایزه اسکار                  | ۲۰۱۱ | درخت زندگی   | بهترین کارگردان             | نامزدشده |
| جشنواره بین‌المللی فیلم برلین | ۱۹۹۹ | خط باریک سرخ | خرس طلایی                   | برنده    |
| جشنواره فیلم کن              | ۱۹۷۸ | روزهای بهشت  | بهترین کارگردان             | برنده    |
| جشنواره فیلم کن              | ۱۹۷۸ | روزهای بهشت  | نخل طلا                     | نامزدشده |
| جشنواره فیلم کن              | ۲۰۱۱ | درخت زندگی   | نخل طلا                     | برنده    |
| جایزه سزار                   | ۱۹۹۹ | خط باریک سرخ | بهترین فیلم غیرانگلیسی زبان | نامزدشده |
| انجمن منتقدان فیلم شیکاگو    | ۱۹۹۸ | خط باریک سرخ | بهترین کارگردان             | برنده    |
| انجمن منتقدان فیلم شیکاگو    | ۲۰۱۱ | درخت زندگی   | بهترین کارگردان             | برنده    |
| انجمن منتقدان فیلم شیکاگو    | ۲۰۱۱ | درخت زندگی   | بهترین فیلم‌نامه اصلی        | نامزدشده |
| جایزه گلدن گلوب              | ۱۹۷۸ | روزهای بهشت  | بهترین کارگردان             | نامزدشده |